# Asproparthenis
Ásproparthenis — рід жуків родини Довгоносики (Curculionidae). Вагомий внесок у вивчення роду зробили Ф. К. Лук'янович і М. Є. Тер-Мінасян.

## Зовнішній вигляд
Жуки середніх і досить великих розмірів: 6-20  мм у довжину. Основні ознаки цього роду:
- тіло чорне, але густо вкрите розсіченими жовтувато- або сріблясто-сірими лусочками;
- головотрубка пряма, має добре помітний серединний кіль із поздовжніми борозенками по обидва його боки, бокові ж краї самої головотрубки також облямовані кілями;
- вусики 1-й членик їх джгутика звичайно коротший за 2-й.
- боки передньоспинки вкриті простими крапками і не мають чорних зерняток ані крапок із потовщеними краями;
- надкрила більш або менш паралельнобічні, найширші посередині;
- 1-й та 2-й членики лапок видовжені, 2-й звичайно довший від дволопатевого 3-го.

Докладний опис морфології Asproparthenis дивись, а фотографії —.

## Спосіб життя
У вивчених з цієї точки зору видів життєвий цикл пов'язаний з лободовими. Жуки мешкають в асоціаціях, де є ці рослини. Тут вони харчуються їхнім листям, ховаються від несприятливих умов, паруються. Самиці відкладають яйця на головний корінь, кореневу шийку або у ґрунт поблизу неї. Для цього жук риє ямку та (або) вигризає заглиблення на рослині. Личинка вгризається у рослинні тканини і живе, харчуючись ними; тут вона й заляльковується. Під час її розвитку на корені часто-густо утворюється гал. У деяких видів личинка обгризає коріння ззовні і лялечку утворює у ґрунті.
Більшість видів цього роду у поширенні тяжіє до південних посушливих регіонів — степів та напівпустель. Заселюють вони узбережжя водойм, солонці та солончаки, а також узбіччя шляхів, межі, перелоги, пустирі, лісосмуги, штучні та байрачні ліси, забур'янені сільгоспугіддя.
Найактивніші імаго навесні. Вони пробуджуються від сплячки, розселюються перельотами та «пішки», харчуються і відкладають яйця. Невдовзі після цього вони гинуть. Приблизно у серпні-вересні з'являються жуки нового покоління. Вони зимують — у верхньому шарі ґрунту та підстилці.

## Географічне поширення
Всі види цього роду мешкають у межах Палеарктики. Загалом ареал роду охоплює всю Південну Європу, Закавказзя, Середню Азію і доходить до Далекого Сходу; на півдні — до Ірану, Кітаю, Монголії, на півночі — до Якутії. В Україні зареєстровано 6  видів Asproparthenis.

## Класифікація
Через значну мінливість і велику схожість види цього роду погано розпізнаються. Описано щонайменше 22 види роду Asproparthenis. Нижче наведено їх перелік, назви видів української фауни виділено кольором:
| - Asproparthenis albicans Schönherr, 1834 - Asproparthenis atrirostris Gebler, 1832 - Asproparthenis bohemanni Faust, 1891 - Asproparthenis carinicollis Gyllenhall, 1834 - Asproparthenis carinata Zoukoff, 1829 - Asproparthenis crotchi Chevrolat, 1873 - Asproparthenis emgei Stierlin, 1891 - Asproparthenis foveicollis Gebler, 1834 - Asproparthenis guyoti Hartman, 1909 - Asproparthenis kahirina Faust, 1904 - Asproparthenis libitinaria Faust, 1886 | - Asproparthenis lusca Chevrolat, 1869 - Asproparthenis maculicollis Chevrolat, 1873 - Asproparthenis obsoletefasciata Ménétriés, 1849 - Asproparthenis punctiventris Germar, 1824 - Asproparthenis rufotibialis Zumpt, 1938 - Asproparthenis salebrosicollis Boheman, 1842 - Asproparthenis sculpticollis Zumpt, 1938 - Asproparthenis secura Faust, 1890 - Asproparthenis sparsa Zoubkoff, 1823 - Asproparthenis steveni Faust, 1891 - Asproparthenis vexata Gyllenhal, 1834. |

## Практичне значення
Пов'язаність із лободовими зробила деякі види шкідниками культивованих рослин цієї родини, в першу чергу — буряків та піскозакріплювальних насаджень з саксаулу. Потенційно види цього роду можуть шкодити шпинатові та кіноа. Економічно відчутних збитків завдає звичайний буряковий довгоносик Asproparthenis punctiventris, а також Asproparthenis foveicollis. Незначні пошкодження бурякам завдають Asproparthenis carinata, Asproparthenis obsoletefasciata, Asproparthenis vexata .